# NGC 2640
NGC 2640 é uma galáxia elíptica (E/SB0) localizada na direcção da constelação de Carina. Possui uma declinação de -55° 07' 25" e uma ascensão recta de 8 horas, 37 minutos e 24,7 segundos.
A galáxia NGC 2640 foi descoberta em 26 de Fevereiro de 1835 por John Herschel.